# Kanton Callac
Der Kanton Callac (bretonisch: Kanton Kallag) ist seit 1790 ein französischer Kanton im Arrondissement Guingamp, im Département Côtes-d’Armor und in der Region Bretagne; sein Hauptort ist Callac.

## Lage
Der Kanton liegt im Westen des Départements Côtes-d’Armor.

## Geschichte
Der Kanton entstand am 15. Februar 1790. Von 1801 bis 2015 gehörten elf Gemeinden zum Kanton Callac. Mit der Neuordnung der Kantone in Frankreich stieg die Zahl der Gemeinden 2015 auf 28. Nebst den bisherigen elf Gemeinden des alten Kantons Callac kamen alle 7 Gemeinden des bisherigen Kantons Belle-Isle-en-Terre, alle 7 Gemeinden des Kantons Bourbriac, 2 der 8 Gemeinden des Kantons Guingamp und 1 der 8 Gemeinden des Kantons Saint-Nicolas-du-Pélem hinzu.

## Gemeinden

### Kanton Callac seit 2015
Der Kanton besteht aus 28 Gemeinden mit insgesamt 17.922 Einwohnern (Stand: 1. Januar 2022) auf einer Gesamtfläche von 684,45 km²:
| Gemeinde            | Bretonisch         | Einwohner (2022) | Fläche (km²) | Code postal | Code Insee |
| ------------------- | ------------------ | ---------------- | ------------ | ----------- | ---------- |
| Belle-Isle-en-Terre | Benac’h            | 1.031            | 14,11        | 22810       | 22005      |
| Bourbriac           | Boulvriag          | 2.126            | 71,86        | 22720       | 22013      |
| Bulat-Pestivien     | Bulad Pestivien    | 409              | 31,23        | 22060       | 22023      |
| Calanhel            | Kalanel            | 236              | 14,32        | 22160       | 22024      |
| Callac              | Kallag             | 2.274            | 33,03        | 22160       | 22025      |
| Carnoët             | Karnoed            | 667              | 42,06        | 22160       | 22031      |
| Coadout             | Koadoud            | 538              | 9,73         | 22970       | 22040      |
| Duault              | Duaod              | 388              | 21,59        | 22160       | 22052      |
| Gurunhuel           | Gurunuhel          | 406              | 19,58        | 22390       | 22072      |
| Kerien              | Kerien-Boulvriag   | 247              | 21,88        | 22480       | 22088      |
| Kerpert             | Kerbêr             | 269              | 21,00        | 22480       | 22092      |
| La Chapelle-Neuve   | Ar Chapel-Nevez    | 403              | 23,78        | 22160       | 22037      |
| Loc-Envel           | Lokenvel           | 74               | 3,36         | 22810       | 22129      |
| Lohuec              | Lohueg             | 246              | 17,18        | 22160       | 22132      |
| Louargat            | Louergad           | 2.393            | 57,23        | 22540       | 22135      |
| Maël-Pestivien      | Mael Pestivien     | 360              | 31,29        | 22160       | 22138      |
| Magoar              | Magor              | 75               | 7,79         | 22480       | 22139      |
| Moustéru            | Mousteruz          | 642              | 14,28        | 22200       | 22156      |
| Plésidy             | Plijidi            | 562              | 25,79        | 22720       | 22189      |
| Plougonver          | Plougonveur        | 766              | 35,72        | 22810       | 22216      |
| Plourac’h           | Plourac’h          | 350              | 32,15        | 22160       | 22231      |
| Plusquellec         | Pluskelleg         | 557              | 26,31        | 22160       | 22243      |
| Pont-Melvez         | Pont-Melvez        | 600              | 22,98        | 22390       | 22249      |
| Saint-Adrien        | Sant-Rien          | 367              | 9,93         | 22390       | 22271      |
| Saint-Nicodème      | Sant-Nigouden      | 168              | 16,94        | 22160       | 22320      |
| Saint-Servais       | Sant-Servez-Kallag | 427              | 28,04        | 22160       | 22328      |
| Senven-Léhart       | Senven-Lehard      | 241              | 12,50        | 22720       | 22335      |
| Tréglamus           | Treglañviz         | 1.100            | 18,79        | 22540       | 22354      |
| Kanton Callac       | Kallag             | 17.922           | 684,45       | -           | 2203       |

### Kanton Callac bis 2015
Der alte Kanton Callac umfasste elf Gemeinden auf einer Fläche von 294,14 km²: Bulat-Pestivien, Calanhel, Callac (Hauptort), Carnoët, Duault, Lohuec, Maël-Pestivien, Plourac’h, Plusquellec, Saint-Nicodème und Saint-Servais.

### Bevölkerungsentwicklung des alten Kantons bis 2015
| 1962   | 1968   | 1975  | 1982  | 1990  | 1999  | 2006  | 2012  |
| ------ | ------ | ----- | ----- | ----- | ----- | ----- | ----- |
| 11.213 | 10.198 | 8.937 | 7.781 | 6.932 | 6.397 | 6.281 | 6.227 |

## Politik
Im 1. Wahlgang am 22. März 2015 traten drei Wahlpaare an. Mit absoluter Mehrheit gewann das Gespann Christian Coail/Claudine Guillou (beide PS) gegen Marc Herve/Martine Tison (beide UMP) und Catherine Blein/Axel De La Mardière (beide FN) mit einem Stimmenanteil von 56,98 % (Wahlbeteiligung:58,61 %).
| Vertreter im conseil général des Départements | Vertreter im conseil général des Départements | Vertreter im conseil général des Départements |
| Amtszeit                                      | Name                                          | Partei                                        |
| --------------------------------------------- | --------------------------------------------- | --------------------------------------------- |
| 1970–2008                                     | Félix Leyzour                                 | PCF                                           |
| 2008–2015                                     | Christian Coail                               | PS                                            |
| 2015–                                         | Christian Coail Claudine Guillou              | PS                                            |